# 呂懋光
呂懋光（?—?），江蘇省常州府陽湖縣人，清朝政治人物、同進士出身。
光緒十八年（1892年），参加光緒壬辰科殿試，登進士三甲8名。同年五月，授直隸候補知州